# Priopoda xanthopsana
Priopoda xanthopsana är en stekelart som först beskrevs av Johann Ludwig Christian Gravenhorst 1829.  Priopoda xanthopsana ingår i släktet Priopoda och familjen brokparasitsteklar. Arten är reproducerande i Sverige. Inga underarter finns listade i Catalogue of Life.